# Lipowiec (województwo mazowieckie)
Lipowiec – wieś sołecka w Polsce położona w województwie mazowieckim, w powiecie przasnyskim, w gminie Chorzele.
W latach 1975–1998 miejscowość administracyjnie należała do województwa ostrołęckiego.